# Laila Abou Saif
Laila (ou Leila) Abou Saif (en arabe : ليلى أبو سيف), née en 1941, est une écrivaine (de langue anglaise), une féministe, une metteuse en scène et une réalisatrice égyptienne.

## Biographie
Laila Abou-Saif est née en 1941 au Caire, au sein d’une famille copte. À 17 ans, elle rejette la perspective d’un mariage arrangé pour pouvoir étudier aux États-Unis. Elle obtient une maîtrise en anglais à l’université de Chicago, puis elle obtient un doctorat en art dramatique à l'université de l'Illinois, enseigne le théâtre, puis revient au Caire, alors qu’elle aurait pu rester à New-York, comme sa sœur.
Elle est de retour dans la capitale égyptienne en 1973. Dans son pays, Anouar el-Sadate a succédé à Gamal Abdel Nasser à la présidence et donne de nouveau à la religion islamique une place prépondérante dans la société égyptienne. Laila Abou-Saif crée un théâtre qu’elle veut populaire et se heurte à la censure comme aux autorités islamiques,. Elle réalise aussi un documentaire consacré aux femmes égyptiennes, intitulé Where is My Freedom [Où est ma liberté] et diffusé en 1978 aux États-Unis. Elle y dénonce les inégalités entre sexes, la polygamie et l’excision féminine. Elle se rapproche des fondatrices du courant féministe égyptien, notamment de Ceza Nabarawi, de 44 ans son aînée.
En 1979, elle participe à une délégation internationale de féministes (surtout occidentales) à Téhéran, à la suite de la révolution iranienne de 1979, à la mise en place d’un régime islamique dans ce pays, et à l’obligation faite aux femmes de se voiler. Par cette lutte contre l’obligation de se voiler, elle reprend une lutte historique des féministes égyptiennes, notamment de son amie Ceza Nabarawi ou de Huda Sharawi (décédée en 1947),.
Elle se marie puis divorce, et devant l’attitude de l'Église copte orthodoxe à l’égard du divorce, elle opte pour la religion protestante tout en restant au sein de la communauté copte égyptienne. Elle poursuit ensuite son parcours entre Le Caire et les États-Unis, où elle enseigne notamment à la Southern Connecticut State University (en) de New Haven, dans le Connecticut. Elle décide de vivre seule. Elle publie également plusieurs ouvrages autobiographiques en langue anglaise dans les années 1980 où, à la fois, elle rappelle ses convictions, y compris ses convictions féministes, tout en y manifestant son attachement à son pays. A Bridge Through Times [Un pont à travers les âges] est publié en 1985, et Middle East Journal: A Woman's Journey into the Heart of the Arab World [Journal du Moyen-Orient : voyage d’une femme au cœur du monde arabe] est publié en 1990. Ses positions féministes en font un sujet de scandale pour les uns, et d'admiration pour les autres.